# Henry River (vattendrag i Australien, Western Australia)
Henry River är ett vattendrag i Australien. Det ligger i delstaten Western Australia, omkring 1 000 kilometer norr om delstatshuvudstaden Perth.
Omgivningarna runt Henry River är i huvudsak ett öppet busklandskap. Trakten runt Henry River är nära nog obefolkad, med mindre än två invånare per kvadratkilometer. Genomsnittlig årsnederbörd är 417 millimeter. Den regnigaste månaden är januari, med i genomsnitt 177 mm nederbörd, och den torraste är augusti, med 1 mm nederbörd.